# 고국원
강석희는 대한민국의 로봇인이다.
강석희는 서울대 전기공학과를 졸업하고 1987년 LG산전 연구소에 입사하면서 로봇과 인연을 맺게 된 후 30여년간 로봇산업계에 종사하고 있다. 1998년 다사기술을 설립하면서 기업인의 길을 걷기 시작해 2000년에는 직각좌표 로봇과 데스크톱 로봇을 개발하였고, 2005년에는 애완견 로봇 '제니보(GENIBO)를 개발하였다. 2006년말 다사테크(1999년 다사테크로 법인전환)를 코스닥에 상장하면서 성공한 로봇 기업인으로 화려하게 등장했다. 그리고 다사로봇(상장 후 2007년 상호변경)은 국내 대표적인 로봇기업으로 자리매김하였다. 2010년 동부그룹이 다사로봇을 매입해 동부로봇으로 상호변경 후 그룹 계열사로 편입되었고 현재는 휴림로봇이다. 2013년 회사를 떠나 야인의 길을 걷는다. 투자없이 적자가 지속되며 몰락의 길을 걷던 회사는 중국자본이 인수하면서 DST로봇으로 상호를 변경하고 2015년 DST로봇 대표로 다시 복귀하였다. 현재 엑사로보틱스 기술고문을 맡아 서빙로봇을 개발하고 있다.

## 같이 보기
- 지능형 로봇
- 로봇산업
- 로봇인
- 로봇공학자